# 다카하시 요시히코
다카하시 요시히코(일본어: 高橋 慶彦, 1957년 3월 13일~)는 일본의 전 프로 야구 선수이자 야구 지도자, 야구 해설가·평론가이다.

## 인물

### 프로 입단 전
홋카이도 아시베쓰시 출신으로 조사이 고등학교 시절 에이스이자 4번 타자로서 3학년 때인 제56회 전국 고등학교 야구 선수권 대회에 출전했다. 이 때 당시 다카하시의 주루 플레이를 지켜본 히로시마 도요 카프의 스카우트 관계자가 이를 주목하여 1974년 프로 야구 드래프트 3순위로 히로시마 도요 카프에 입단했다.

### 히로시마 시절
입단 이후 곧바로 타자로 전향하면서 조 루츠 감독의 지시로 스위치 히터가 되기 위해 타격 코치였던 야마모토 가즈요시와 함께 맹훈련을 함께했고 뛰어난 연습량과 웨이트 훈련을 통해 체력을 키우는 등 1978년부터 팀의 주전을 차지했다.
1970년대 후반부터 1980년대까지 히로시마 황금 시대에 1번 타자로서 활약했고 조 루츠 감독의 뒤를 이은 고바 다케시 감독의 지휘 하에 ‘빨간 헬멧 기동력 야구의 산물’(赤ヘル機動力野球の申し子)이라는 높은 평가를 받을 정도로 세 차례의 도루왕 타이틀을 획득했고, 1979년에는 33경기 연속 안타라는 일본 기록을 수립함과 동시에 같은 해 일본 시리즈에서는 전체 7경기에서 안타를 기록해 타율 4할 4푼 4리라는 대기록을 세우면서 일본 시리즈 MVP를 차지했다. 전성기에는 후쿠모토 유타카의 후계자로 거론되면서 자신만의 타격·주루 스타일도 야마사키 류조나 쇼다 고조 등 후의 히로시마를 이끄는 후배들에게도 강한 영향을 주었다.
야마사키가 두각을 나타낸 이후에는 주로 ‘1번 다카하시·2번 야마사키’로서 쇼다가 등장하고 나서는 자신의 장타력도 개선되는 등 ‘1번 쇼다·2번 야마사키·3번 다카하시’와 함께 빠른 발을 살려내는 스위치 히터 트리오로 상위 타선을 형성하기도 했다.
1983년에는 좀 더 높은 곳을 목표로 하여 히로시마에 임시 코치로 초빙된 야마우치 가즈히로의 레벨 스윙을 도입하면서 홈런을 20개로 증가시켰다. 한편으로는 1985년 이후 타율이 떨어지면서 타격폼 개조와 홈런 개수가 증가한 것에 대한 인과 관계도 소문나기도 했다(정작 다카하시 본인은 이를 부인했다). 1987년에는 시즌 개막을 이틀 앞둔 모임 행사인 ‘격려회’의 참가 여부를 놓고 “시기가 나쁘다” 라고 불참하는 등 구단과의 갈등을 빚기도 했다. 같은 포지션을 갖고 있는 노무라 겐지로의 입단으로 1989년 시즌 종료 후 다카자와 히데아키, 미즈카미 요시오와의 대형 트레이드로 시라타케 요시히사, 스기모토 마사시와 함께 롯데 오리온스에 이적했다.

### 롯데·한신 시절
롯데에서는 가네다 마사이치 감독의 지휘 하에 유격수보다 외야수로서의 활약이 기대되고 있었지만 이미 전성기를 지나고 있어 뚜렷한 성적을 올리지 못한 채 1990년 시즌 종료 후 도야마 쇼지와의 트레이드로 한신 타이거스에 이적했다. 그러나 타격 성적은 작년보다 나빠지면서 이듬해 1992년에는 구지 데루요시의 입단에 의해 출전 기회가 급격히 감소됨에 따라 1992년 시즌을 끝으로 현역에서 은퇴했다.

### 그 후
현역 은퇴 후 RF라디오닛폰에서 야구 해설위원을 맡았고, 1995년부터 1997년까지 후쿠오카 다이에 호크스의 타격·주루 코치를 지냈다. 히로시마에서 활약할 당시 사이가 좋지 않았던 다쓰카와 미쓰오 배터리 코치와 더그아웃 안에서 선수와의 대립과 갈등을 일으켜 오 사다하루 감독을 곤란하게 만들었지만 후에 무라마쓰 아리히토나 하마나 지히로 등 후의 호크스를 이끄는 젊은 선수들을 육성했다.
1998년부터는 규슈 아사히 방송(KBC)·후지 TV의 야구 해설위원을 맡았고, 2000년부터 2003년까지 스포츠 닛폰의 야구 평론가로 활동했다. 2004년 시즌 도중에 지바 롯데 마린스의 1군·2군 순회 코치로 초빙되었고, 2005년부터는 1군 주루 코치로 정식 부임해 자신과 같은 스위치 히터의 유격수인 니시오카 쓰요시를 육성해서 조련하는 등 팀의 일본 시리즈 우승에 큰 기여를 했다. 2008년 ~ 2009년은 1군 타격 코치를 역임했고, 2010년 ~ 2011년에는 2군 감독, 2012년에는 지바 롯데의 1군 수석 코치를 맡았지만 같은 해 2012년 10월 15일에 니시무라 노리후미 감독이 물러나면서 이토 쓰토무가 감독으로 취임한 것에 의한 코치진 개편에 따라 지바 롯데를 퇴단했다.

## 상세 정보

### 출신 학교
- 조사이 고등학교

### 선수 경력
- 히로시마 도요 카프(1975년 ~ 1989년)
- 롯데 오리온스(1990년)
- 한신 타이거스(1991년 ~ 1992년)

### 지도자·기타 경력
지도자
- 후쿠오카 다이에 호크스 1군 타격·주루 코치(1995년 ~ 1996년)
- 후쿠오카 다이에 호크스 2군 수비·주루 겸 타격 코치(1997년)
- 지바 롯데 마린스 1·2군 순회 코치(2004년)
- 지바 롯데 마린스 1군 주루 코치(2005년 ~ 2007년)
- 지바 롯데 마린스 1군 타격 코치(2008년 ~ 2009년)
- 지바 롯데 마린스 2군 감독(2010년 ~ 2011년)
- 지바 롯데 마린스 1군 수석 코치(2012년)
- 오릭스 버펄로스 1군 타격 코치(2016년 ~ )

해설자
- RF라디오닛폰 야구 해설자(1993년 ~ 1994년)
- 규슈 아사히 방송 야구 해설자(1999년 ~ 2001년)
- CS계 TV 해설자(2002년 ~ 2003년)
- 스포츠 닛폰 야구 해설자(2000년 ~ 2003년)
- TV 신히로시마·주고쿠 방송 야구 해설자(2014년 ~ 2015년)

### 수상·타이틀 경력

#### 타이틀
- 도루왕: 3회(1979년, 1980년, 1985년)
- 최다 안타(당시는 타이틀이 아님): 1회(1980년) ※1994년부터 타이틀로 제정됨.

#### 수상
- 베스트 나인: 5회(1978년 ~ 1980년, 1983년, 1986년)
- 월간 MVP: 1회(1979년 7월)
- 일본 시리즈 MVP: 1회(1979년)
- 일본 시리즈 타격상: 1회(1979년)
- 일본 시리즈 우수 선수상: 1회(1984년)

### 주요 기록

#### 첫 기록
- 첫 출장: 1976년 4월 7일, 대 야쿠르트 스왈로스 1차전(히로시마 시민 구장), 2회말에 사노 요시유키의 대주자로서 출장
- 첫 선발 출장: 1977년 4월 10일, 대 한신 타이거스 2차전(한신 고시엔 구장), 1번·유격수로서 선발 출장
- 첫 도루: 상동, 2회초에 2루 안착(투수: 에모토 다케노리, 포수: 다부치 고이치)
- 첫 안타: 1977년 4월 21일, 대 주니치 드래건스 3차전(히로시마 시민 구장), 5회말에 호시노 센이치로부터
- 첫 타점: 1977년 6월 5일, 대 다이요 웨일스 9차전(삿포로 시 마루야마 구장), 7회초에 다카하시 시게유키로부터
- 첫 홈런: 1978년 6월 27일, 대 요코하마 다이요 웨일스 12차전(히로시마 시민 구장), 7회말에 사이토 아키오로부터 솔로 홈런

#### 기록 달성 경력
- 통산 1000안타: 1984년 8월 7일, 대 요미우리 자이언츠 15차전(고라쿠엔 구장), 1회초에 니시모토 다카시로부터 우전 안타 ※역대 133번째.
- 통산 300도루: 1985년 7월 6일, 대 한신 타이거스 11차전(한신 고시엔 구장), 8회초에 2루 안착(투수: 이케다 지카후사, 포수: 기도 가쓰히코) ※역대 16번째.
- 통산 1000경기 출장: 1985년 8월 20일, 대 야쿠르트 스왈로스 19차전(메이지 진구 야구장), 2번·유격수로서 선발 출장 ※역대 257번째.
- 통산 350도루: 1985년 10월 21일, 대 요코하마 다이요 웨일스 26차전(히로시마 시민 구장), 8회말에 2루 안착(투수: 사이토 아키오, 포수: 고야마 아키하루) ※역대 11번째.
- 통산 100홈런: 1986년 4월 8일, 대 요미우리 자이언츠 1차전(고라쿠엔 구장), 1회초에 니시모토 다카시로부터 선두 타자 홈런
- 통산 400도루: 1987년 6월 25일, 대 주니치 드래건스 14차전(히로시마 시민 구장), 5회말에 2루 안착(투수: 고마쓰 다쓰오, 포수: 나카무라 다케시) ※역대 6번째.
- 통산 1500안타: 1988년 4월 23일, 대 한신 타이거스 5차전(한신 고시엔 구장), 7회초에 나카다 요시히로로부터 중전 안타 ※역대 55번째[2]
- 통산 450도루: 1988년 10월 18일, 대 야쿠르트 스왈로스 25차전(메이지 진구 야구장), 5회초에 홈으로 안착(투수: 나카모토 시게키, 포수: 하타 신지)
- 통산 150홈런: 1989년 7월 18일, 대 야쿠르트 스왈로스 13차전(메이지 진구 야구장), 9회초에 야노 가즈야로부터 좌월 역전 결승 2점 홈런 ※역대 88번째.
- 통산 1500경기 출장: 1989년 8월 8일, 대 요미우리 자이언츠 18차전(도쿄 돔), 7회초에 오노 유타카의 대타로서 출장 ※역대 94번째.
- 통산 1000득점: 1991년 10월 8일, 대 요코하마 다이요 웨일스 24차전(요코하마 스타디움), 6회초에 토머스 오말리의 희생 플라이로 홈을 밟으며 달성 ※역대 23번째.

#### 기타
- 일본 시리즈 3경기 연속 도루(1984년) ※시리즈 기록.
- 33경기 연속 안타(1979년 6월 6일 ~ 7월 31일) ※일본 기록.
- 11경기 연속 득점(1982년 6월 8일 ~ 6월 22일)
- 8경기 연속 도루(1983년 5월 26일 ~ 6월 4일)
- 6경기 연속 도루: 2회(1979년 6월 17일 ~ 6월 23일, 1986년 10월 5일 ~ 10월 12일)
- 1경기 4도루: 2회(1982년 5월 30일, 1983년 4월 30일)
- 통산 첫회 선두 타자 홈런: 34개(1회초 13개, 1회말 21개) ※역대 3위.
- 센트럴 리그 통산 첫회 선두 타자 홈런: 32개(1회초 12개, 1회말 20개) ※역대 2위.
- 2경기 연속 첫회 선두 타자 홈런(1989년 6월 4일 ~ 6월 6일)
- 개막전 첫회 선두 타자 홈런: 1회(1989년 4월 8일)
- 좌우 양타석 홈런: 1983년 4월 26일, 대 야쿠르트 스왈로스 1차전(메이지 진구 야구장)[3]
- 시즌 20홈런 이상·70도루 이상: 2회(1983년, 1985년)[4]
- 첫회 선두로부터 3자 연속 홈런: 1989년 6월 4일, 대 요코하마 다이요 웨일스 9차전(아키타 시영 야바세 구장), 1번·다카하시, 2번·쇼다 고조, 3번·웨이드 로든에서 기다 이사무로부터 기록
- 올스타전 출장: 6회(1979년, 1980년, 1983년 ~ 1986년)

### 등번호
- 40(1975년 ~ 1977년)
- 2(1978년 ~ 1989년, 1991년 ~ 1992년)
- 5(1990년)
- 85(1995년 ~ 1996년)
- 72(1997년)
- 87(2004년 ~ 2012년)
- 88(2016년 ~ )

### 연도별 타격 성적
| 연 도      | 소 속      | 경 기 | 타 석 | 타 수 | 득 점 | 안 타 | 2 루 타 | 3 루 타 | 홈 런 | 루 타 | 타 점 | 도 루 | 도 루 자 | 희 생 번 | 희 생 플 | 볼 넷 | 고 4 | 사 구 | 삼 진 | 병 살 타 | 타 율 | 출 루 율 | 장 타 율 | O P S |
| ---------- | ---------- | ----- | ----- | ----- | ----- | ----- | ------- | ------- | ----- | ----- | ----- | ----- | -------- | -------- | -------- | ----- | ---- | ----- | ----- | -------- | ----- | -------- | -------- | ----- |
| 1976년     | 히로시마   | 5     | 0     | 0     | 0     | 0     | 0       | 0       | 0     | 0     | 0     | 0     | 0        | 0        | 0        | 0     | 0    | 0     | 0     | 0        | ----  | ----     | ----     | ----  |
| 1977년     | 히로시마   | 58    | 141   | 130   | 23    | 38    | 6       | 2       | 0     | 48    | 6     | 14    | 2        | 2        | 0        | 7     | 0    | 2     | 33    | 3        | .292  | .338     | .369     | .707  |
| 1978년     | 히로시마   | 110   | 472   | 427   | 72    | 129   | 19      | 10      | 7     | 189   | 47    | 15    | 20       | 1        | 1        | 32    | 0    | 11    | 46    | 3        | .302  | .365     | .443     | .808  |
| 1979년     | 히로시마   | 120   | 535   | 490   | 86    | 149   | 22      | 7       | 5     | 200   | 33    | 55    | 16       | 1        | 1        | 32    | 3    | 11    | 56    | 3        | .304  | .360     | .408     | .768  |
| 1980년     | 히로시마   | 130   | 590   | 550   | 68    | 169   | 24      | 11      | 5     | 230   | 33    | 38    | 20       | 3        | 1        | 28    | 1    | 8     | 51    | 3        | .307  | .349     | .418     | .767  |
| 1981년     | 히로시마   | 111   | 490   | 460   | 72    | 133   | 23      | 4       | 5     | 179   | 31    | 14    | 11       | 3        | 2        | 19    | 0    | 6     | 38    | 3        | .289  | .324     | .389     | .714  |
| 1982년     | 히로시마   | 130   | 589   | 546   | 75    | 147   | 20      | 5       | 6     | 195   | 27    | 43    | 24       | 7        | 0        | 29    | 1    | 7     | 66    | 3        | .269  | .314     | .357     | .672  |
| 1983년     | 히로시마   | 124   | 531   | 465   | 91    | 142   | 23      | 3       | 24    | 243   | 58    | 70    | 28       | 5        | 3        | 54    | 1    | 3     | 64    | 1        | .305  | .379     | .523     | .902  |
| 1984년     | 히로시마   | 126   | 556   | 495   | 97    | 150   | 23      | 4       | 23    | 250   | 71    | 30    | 9        | 10       | 4        | 44    | 2    | 3     | 79    | 5        | .303  | .361     | .505     | .866  |
| 1985년     | 히로시마   | 130   | 601   | 533   | 96    | 147   | 10      | 2       | 24    | 233   | 68    | 73    | 18       | 7        | 4        | 54    | 0    | 3     | 89    | 4        | .276  | .343     | .437     | .781  |
| 1986년     | 히로시마   | 130   | 583   | 552   | 88    | 157   | 33      | 2       | 21    | 257   | 55    | 39    | 15       | 4        | 1        | 20    | 0    | 4     | 91    | 8        | .284  | .314     | .466     | .779  |
| 1987년     | 히로시마   | 118   | 521   | 462   | 65    | 130   | 21      | 2       | 11    | 188   | 53    | 28    | 8        | 9        | 5        | 40    | 2    | 2     | 61    | 4        | .281  | .338     | .407     | .745  |
| 1988년     | 히로시마   | 127   | 546   | 499   | 58    | 119   | 24      | 3       | 11    | 182   | 43    | 32    | 13       | 9        | 4        | 33    | 2    | 1     | 54    | 5        | .238  | .285     | .365     | .650  |
| 1989년     | 히로시마   | 127   | 540   | 491   | 63    | 131   | 21      | 0       | 12    | 188   | 47    | 13    | 15       | 5        | 2        | 37    | 0    | 3     | 59    | 12       | .267  | .321     | .383     | .704  |
| 1990년     | 롯데       | 100   | 294   | 261   | 33    | 54    | 6       | 2       | 9     | 91    | 28    | 7     | 4        | 7        | 2        | 23    | 0    | 0     | 41    | 1        | .207  | .269     | .349     | .618  |
| 1991년     | 한신       | 57    | 139   | 126   | 14    | 26    | 4       | 0       | 0     | 30    | 5     | 6     | 2        | 3        | 0        | 10    | 0    | 0     | 17    | 2        | .206  | .265     | .238     | .503  |
| 1992년     | 한신       | 19    | 27    | 23    | 2     | 5     | 1       | 0       | 0     | 6     | 2     | 0     | 1        | 0        | 1        | 3     | 0    | 0     | 4     | 0        | .217  | .296     | .261     | .557  |
| 통산: 17년 | 통산: 17년 | 1722  | 7146  | 6510  | 1003  | 1826  | 280     | 57      | 163   | 2709  | 607   | 477   | 206      | 76       | 31       | 465   | 12   | 64    | 849   | 60       | .280  | .333     | .416     | .749  |

- 굵은 글씨는 시즌 최고 성적.
- 1975년은 1군 출장 없음.